# Amor fati
Amor fati (досл.: «любовь к судьбе») ― латинская фраза, которую можно перевести как «любовь к судьбе» или «любовь к собственной судьбе». Употребляется в речи, чтобы описать определённый подход человека ко всему, что происходит в жизни, в том числе и к страданиям и потерям. «Любящий судьбу» человек воспринимает все события в жизни как нечто хорошее или по крайней мере необходимое в силу того, что они являются одними из фактов его жизни и существования. Как следует из этого, события должны иметь место вне зависимости от того, насколько приятными они являются. Таким образом, amor fati подразумевает принятие и одобрение всех событий и ситуаций, которые происходят в жизни.
Такое принятие не обязательно исключает попытки изменить или улучшить положение. Скорее, amor fati следует рассматривать в свете того, что Ницше подразумевает под понятием «вечное возвращение»: чувство довольства жизнью и принятие её в таком виде, когда её можно с радостью проживать во всех мельчайших подробностях снова и снова, на протяжении целой вечности.

## Концепция
Понятие amor fati связано с философией Эпиктета. Также можно проследить преемственность идей из произведения «К самому себе» Марка Аврелия, хотя он и не давал конкретно такой же формулировки понятия (и писал он на древнегреческом, а не на латинском).

Понятие неоднократно употребляется в работах Фридриха Ницше и является одним из отражений его общих взглядов на жизнь. Определение понятия, в частности, даётся в отрывке под номером 276 в книге «Весёлая наука»:
Я хочу всё больше учиться смотреть на необходимое в вещах, как на прекрасное: так, буду я одним из тех, кто делает вещи прекрасными. Amor fati: пусть это будет отныне моей любовью! Я не хочу вести никакой войны против безобразного. Я не хочу обвинять, я не хочу даже обвинителей. Отводить взор ― таково да будет моё единственное отрицание! А во всём вместе взятом я хочу однажды быть только утвердителем!
Цитата из главы «Почему я так умен» в «Ecce Homo», отрывок номер 10:
Моя формула для величия человека есть amor fati: не хотеть ничего другого ни впереди, ни позади, ни во веки вечные. Не только переносить необходимость, но и не скрывать её — всякий идеализм есть ложь перед необходимостью, — любить её…

Стоит отметить, что идея принятия судьбы у Ницше сложилась в результате больших жизненных страданий, которым, как говорил философ, необходимо отдаваться полностью. Чтобы любить необходимое, требуется любить не только и плохое, и хорошее, но также рассматривать оба эти явления как нечто взаимосвязанное. В отрывке номер 3 в предисловии «Весёлой науки», Ницше пишет следующее:
Ведь только сильная боль является последней освободительницей духа, ибо только она одна умеет дать то великое истолкование, которое из каждого U делает X, настоящий, правильный X, предпоследнюю букву алфавита… Я сомневаюсь, чтобы такая боль делала человека лучшим, чем он был прежде; — но я знаю, что она делает его более глубоким. 